# GridMathematica
gridMathematica — це програмний продукт компанії Wolfram Research, який розширює можливості паралельної обробки основного продукту Mathematica.

## Особливості
gridMathematica збільшує кількість паралельних процесів, які Mathematica може виконувати одночасно. Кожен паралельний процес застосовує до завдання додатковий ЦП. Стандартна ліцензія Mathematica дозволяє виконувати до чотирьох паралельних завдань одночасно. Збільшуючи кількість доступних завдань, деякі типи задач можна розв'язувати швидше.
Стандартна Mathematica складається з інтерфейсу, який забезпечує інтерфейс користувача, і керуючого процесу (керуючого ядра), який має обчислювальні завдання, які виконуються чотирма процесами. Mathematica називає процеси, що виконують обчислення, «обчислювальними ядрами». gridMathematica дозволяє використовувати додаткові ядра.
Ліцензія «gridMathematica Local» дозволяє використовувати до 8 обчислювальних ядер на одному комп'ютері. Ліцензія «gridMathematica Server» дозволяє використовувати до 16 обчислювальних ядер, розподілених на кількох комп'ютерах.
Mathematica керує міжпроцесним зв'язком, таким як постановка в чергу, віртуальна спільна пам'ять і відновлення після збою.
gridMathematica масштабується до більших грід-систем після придбання додаткових ліцензій. Обчислювальні процеси можуть бути розташовані на одному багатопроцесорному комп'ютері або розподілені по віддаленій гетерогенній мережі. Підтримуються 64-розрядні платформи. Зв'язок між ядрами та інтерфейсом використовує інтерфейс Mathlink, який є інтерфейсом, розробленим для того, щоб зовнішні програми могли спілкуватися з Mathematica. Зв'язок здійснюється через TCP/IP і для автентифікації використовується SSH або RSH.

## Історія
До випуску Mathematica 7, gridMathematica та Mathematica Personal Grid Edition, яка зараз припинена, були єдиними версіями Mathematica, які забезпечували паралельні обчислення. Вони працювали як самостійні продукти, включно з ядрами Front End і Control Kernel і Parallel Computing Toolkit, розробленими Романом Медером, одним з оригінальних авторів Mathematica. З випуском Mathematica 7 інструменти паралельного програмування були перероблені та включені до Mathematica, а gridMathematica була перероблена для безпосередньої роботи з Mathematica.